# رانش قاره‌ای

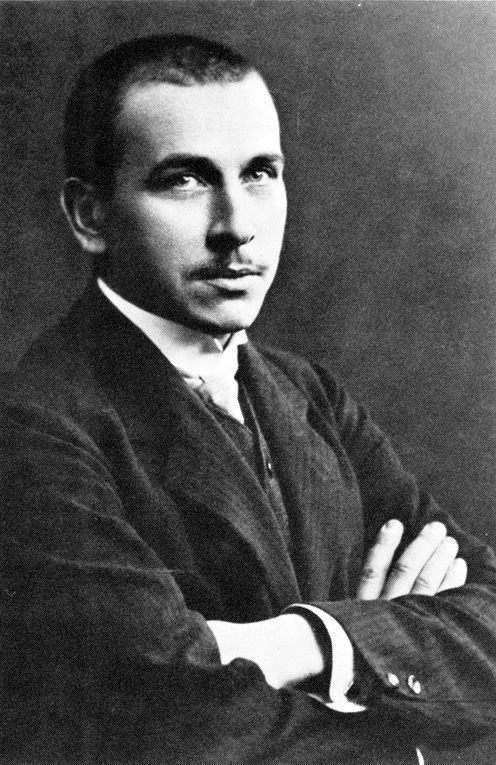
نگاره ای از آلفرد لوثار وگنر در سال ۱۹۱۰

پراکندگی فسیل‌ها در سطح قاره‌ها

رانش قاره‌ای فرضیه‌ای شامل حرکت قاره‌های زمین بر اساس موقعیت یکدیگر در بستر اقیانوس‌ها است. مسئله پیوستگی قاره‌ها پیش از جدا شدن به حالت امروزی را برای نخستین بار در سال ۱۵۹۶ آبراهام اورتلیوس (Abraham Ortelius) (۱۴ آوریل ۱۵۲۷–۲۸ ژوئن ۱۵۹۸) جغرافی‌دان و نقشه‌نگار فلاندری مطرح کرد.
البته این نظریه بعدها در سال ۱۹۱۲ توسط آلفرد لوثار وگنر، (Alfred Wegener) دانشمند، زمین‌شناس و هواشناس آلمانی تکمیل شد. هم‌اکنون این نظریه توسط نظریهٔ زمین‌ساخت بشقابی برای نشان دادن چگونگی حرکت قاره‌ها حمایت شده‌است. نظریه زمین ساخت بشقابی یا تکتونیک صفحه‌ای (Plate tectonics) به بررسی و مطالعهٔ حرکات وسیع‌مقیاس در سنگ کره (به انگلیسی: لیتوسفر) کرهٔ زمین می‌پردازد که بر اساس این نطریه سنگ کره (به انگلیسی: لیتوسفر) زمین از صفحات بشقابی (به انگلیسی: صفحات تکتونیکی) تشکیل می‌شود که در کل شامل ۷ یا ۸ صفحهٔ اصلی که خود از تعداد بسیاری صفحات کوچک تشکیل می‌شوند است.